# Rose Lutzenberger
Rosa Maria Kroeff Lutzenberger, mais conhecida como Rose Lutzenberger (Porto Alegre, 11 de dezembro de 1929), é uma artista plástica e professora brasileira, uma das pioneiras da escultura abstrata no estado do Rio Grande do Sul.

## Biografia
Rose nasceu em Porto Alegre em 1929, filha do artista, arquiteto e professor alemão radicado no Brasil Joseph Lutzenberger, e de sua esposa Emma Kroeff, filha do coronel Jakob Kroeff Filho, um rico comerciante de Hamburgo Velho.
Formou-se em 1948 no Curso Superior de Artes Plásticas do Instituto de Artes da Universidade Federal do Rio Grande do Sul, onde a partir de 1950 lecionaria até aposentar-se, regendo as cadeiras de Arte Decorativa e Técnica da Composição Artística. Obteve o título de catedrática de Arte Decorativa em 1964 e o de doutora em Artes Plásticas em 1966. Fez estágios nos Estados Unidos na Universidade Yale, no Harvard Sculpture Center e na Art Student League. Entre 1967 e 1968 atuou como professora convidada na Universidade Folkwang de Essen e na Escola Estadual Superior de Artes Plásticas de Hamburgo, na Alemanha. Participou de várias mostras locais e nacionais e realizou diversas individuais.

## Obra
Sua formação artística ocorreu sob a influência do Modernismo, trabalhando como gravurista, designer de joias e escultora. Tem uma produção relativamente pequena e pouco conhecida do grande público, mas entre os pesquisadores é tida como uma referência na história das artes do estado do Rio Grande do Sul. É especialmente lembrada pela sua contribuição no campo da escultura, como uma das pioneiras da escultura abstrata. Atuou numa época em que o meio social onde trabalhou ainda era fortemente impregnado, no campo das artes, pela tradição acadêmica figurativa, mas em outros domínios já se movia rapidamente para um modelo industrializado e progressista de civilização.
Seu trabalho criativo está diretamente relacionado ao campo em que pesquisou e atuou como professora, centrado na preocupação com a forma e com os efeitos dos diferentes materiais e tratamentos de superfície sobre a percepção. Desde o início da década de 1970 consolidou um estilo singular de escultura abstrata em metal baseado em módulos geométricos repetidos e variados.
A mesma abordagem experimentalista e inovadora para seu tempo e local é encontrada em sua produção de gravuras. Junto com Rubens Costa Cabral e Luiz Fernando Barth, todos professores na UFRGS, lançou em 1971 um álbum de serigrafias, Visão Multidimensional, onde a geometria já era dominante. O álbum teve pouca repercussão no lançamento, mas hoje é um importante marco na história das artes gráficas gaúchas.
Desde o início sua obra despertou a atenção da crítica. Ao receber o Grande Prêmio da UFRGS em 1973, o crítico Fernando Corona disse que a obra premiada, uma escultura intitulada Espaço Perceptual, provava "bom gosto e profundos conhecimentos da geometria espacial [...], realmente uma beleza plástica no espaço". Seu trabalho de pesquisa e produção artística deu bases para a criação mais tarde do Núcleo de Design de Superfície da UFRGS.
Para o crítico João Paulo Queiroz, a obra de Lutzenberger "insere-se na máxima exploração formal da fase final do Modernismo, convocando formas modulares geométricas e dinâmicas ao mesmo tempo que se acendem as cores, e o funcionalismo se aproxima dos limites no seu formulário abstratizante e otimista". Segundo o crítico Paulo Gomes, junto com Ilsa Monteiro e Joyce Schleiniger, Lutzenberger forma "a trindade da vanguarda escultórica do Rio Grande do Sul". Ele continua:
"A observação das esculturas de Rose Lutzenberger nos leva naturalmente a indagar sobre seu processo de construção, visto que o rigor e a precisão são fatores preponderantes no resultado final. Se nas gravuras a aplicação da teoria da Gestalt é quase didática, no que tem de explícita e auto-explicativa, nas esculturas o processo é mais requintado, pois, ao examiná-las atentamente, observamos que ela logrou esses efeitos justapondo volumes e superfícies polidas em oposição às superfícies coloridas e opacas, resultado da aplicação de pintura. [...] Seu trabalho [...] é o resultado de excepcionais operações com materiais industriais que, ao eliminar todo e qualquer vestígio de manualidade, normalmente associada às artes plásticas, coloca-a plenamente integrada na linguagem da abstração geométrica nacional e internacional".
Comentando uma das exposições de joias que realizou, Francisco Stockinger disse que as peças à primeira vista surpreendiam, pela novidade das formas, mas depois deliciavam, sendo "o resultado de uma enorme imaginação, a serviço de uma artesã consciente". Segundo Carolina da Costa, ela "é lembrada também por suas notáveis contribuições na formação dos alunos da geração de 1970".

### Exposições selecionadas e prêmios
- I Salão Pan-Americano de Arte, 1958, Porto Alegre, recebendo Medalha de Prata.[10]
- IX Salão da Associação Francisco Lisboa, 1958, Porto Alegre, recebendo Menção Honrosa.[8]
- Festival de Artes Plásticas, 1960, Porto Alegre, recebendo Menção Honrosa.[8]
- Salão de Arte Rio-Grandense, 1961, Porto Alegre.[8]
- II e III Salões de Artes Visuais da UFRGS, 1973 e 1974, Porto Alegre, em 1973 recebendo o Grande Prêmio.[2][8]
- VI e VII Panoramas de Arte Atual Brasileira, 1974 e 1975, Museu de Arte Moderna de São Paulo.[10]
- Arte Gaúcha, 1974, Ministério da Cultura, Rio de Janeiro.
- Acervo: Instituto de Artes 90 Anos, 1998, Pinacoteca Barão de Santo Ângelo, Porto Alegre.[10]
- Artistas Professores, 2002-2003, Porto Alegre.[10]
- Um olhar de Berlim sobre a arte impressa em Porto Alegre (1960 a 2015), 2016, Museu de Arte do Rio Grande do Sul, Porto Alegre.[11]

Tem obras na Pinacoteca Barão de Santo Ângelo e no Museu de Arte do Rio Grande do Sul, bem como em coleções particulares.